# Жугдэрдэмидийн Гуррагча
Жугдэрдэмиди́йн Гуррагча́ (Са́нсар) (монг. Жүгдэрдэмидийн Гүррагчаа; род. 5 декабря 1947) — космонавт-исследователь космического корабля (КК) «Союз-39» и орбитального научно-исследовательского комплекса орбитальная станция «Салют-6» — КК «Союз Т-4» — КК «Союз-39»; первый космонавт Монгольской Народной Республики (МНР). Министр обороны Монголии (2000—2004). Герой Монгольской Народной Республики (1981). Герой Советского Союза (1981). 101-й космонавт мира.

## Биография
Родился 5 декабря 1947 года в селении Рашаант сомона Гурван-Булак Булганского аймака МНР в монгольской семье. Член Монгольской народно-революционной партии (МНРП) с 1979 года. Окончил среднюю школу, сельскохозяйственный институт в Улан-Баторе и Фрунзенское Военное училище лётчиков.
В Монгольской народной армии с 1968 года. В 1971 году направлен на учёбу в Советский Союз — в школу младших авиационных специалистов, которую окончил в 1972 году, а затем продолжил военную службу в частях МНА. В 1977 году, по окончании Военно-воздушной инженерной академии имени Н. Е. Жуковского Жугдэрдэмидийн Гуррагча служил инженером по авиационному оборудованию в отдельной авиационной эскадрилье МНА.

## Подготовка к полёту
В 1978 году решением специальной комиссии Жугдэрдэмидийн Гуррагча был отобран одним из двух кандидатов от МНР для космического полёта по программе сотрудничества социалистических стран «Интеркосмос» и в марте того же года начал подготовку к полёту в Центре подготовки космонавтов имени Ю. А. Гагарина. Прошёл полный курс подготовки к полётам на космических кораблях типа «Союз» и орбитальной станции (ОС) «Салют-6».
Его дублёром был Майдаржавын Ганзориг.

## Полёт
Космический полёт совершил с 22 по 30 марта 1981 года, в качестве космонавта-исследователя на КК «Союз-39» (командир экипажа В. А. Джанибеков) и орбитальном научно-исследовательском комплексе ОС «Салют-6» — КК «Союз Т-4», где работал экипаж основной экспедиции в составе командира В. В. Ковалёнка и бортинженера В. П. Савиных.

## После полёта
По возвращении на родину первый монгольский космонавт был назначен заместителем заведующего административным отделом ЦК МНРП, проработав в этой должности до 1983 года. В 1983 году Гуррагча назначен председателем Центрального совета Общества содействию обороне МНР, в 1984 году ему присвоено воинское звание генерал-майор. В 1992—1996 годах работал президентом Союза монгольских обществ дружбы, в 1996—1997 годах — заместителем командующего войсками ПВО, в 1997—2000 годах — заместителем командующего войсками ПВО, начальником штаба войск ПВО Вооружённых сил Монголии, в правительстве Н. Энхбаяра занимал пост министра обороны Монголии (2000—2004).

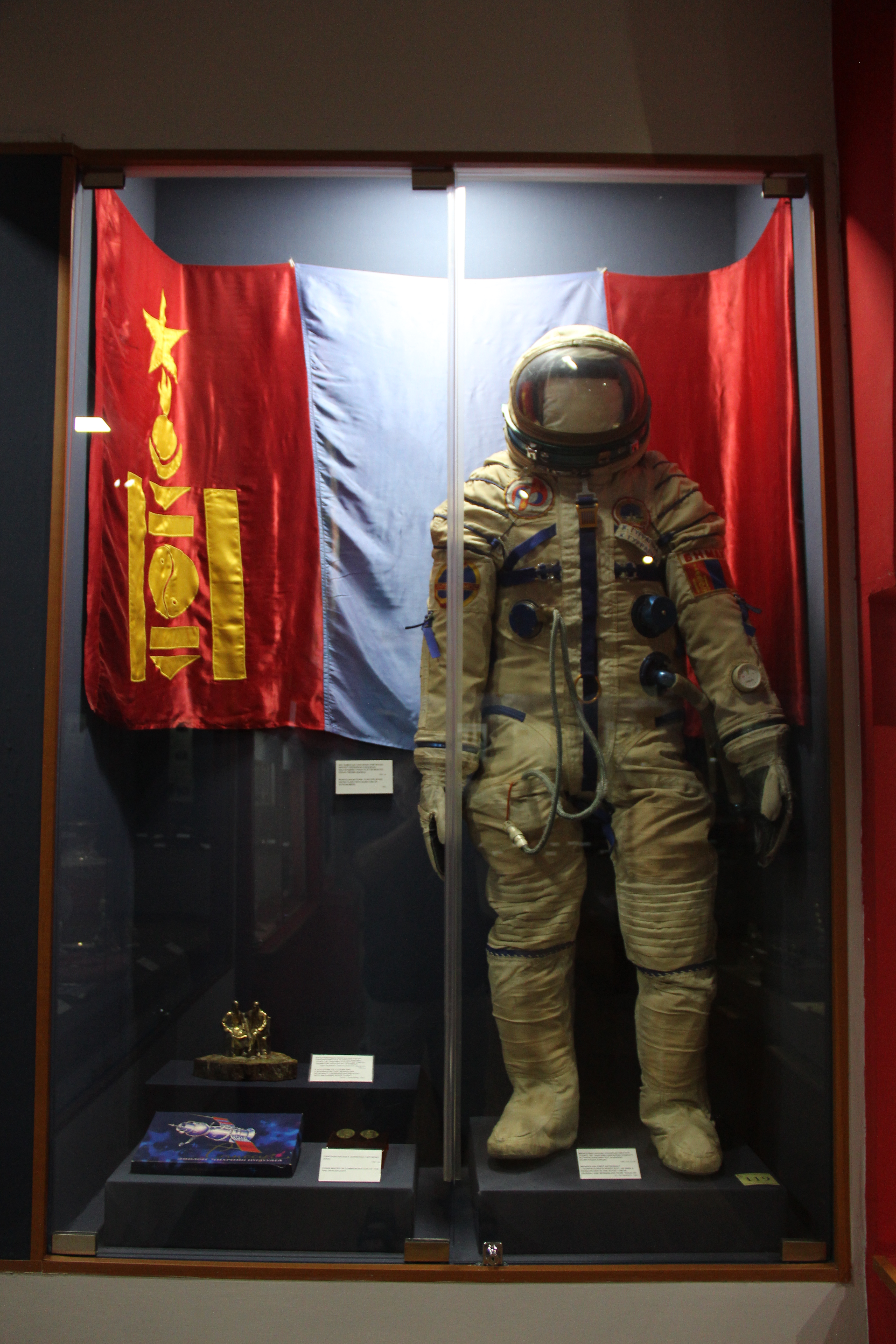
Скафандр Гуррагчи в Монгольском национальном историческом музее

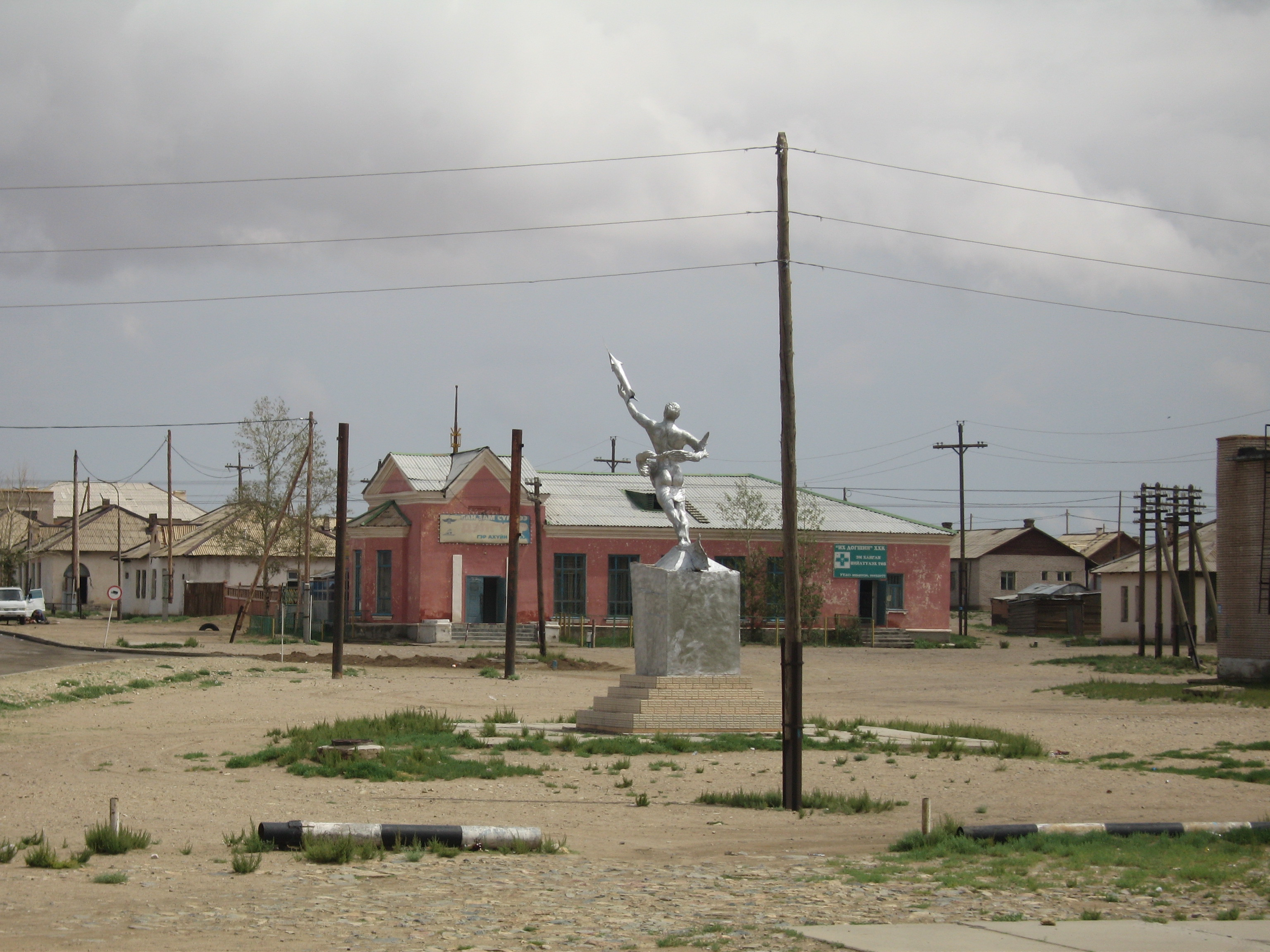
Памятник в Чойре к 15-летию УБЖД (1965 г.), ошибочно связываемый с монгольским космонавтом.

В 2005—2008 годах — депутат Великого государственного хурала Монголии от МНРП. Президент национальной федерации хоккея с мячом. Живёт в Улан-Баторе. В 1996 году в рамках программы по восстановлению родовых фамилий (в социалистический период в Монголии фамилии были запрещены, ранее фамилии имело только меньшинство населения) монгольским гражданам было дано право взять себе родовую фамилию либо вообще любую, тогда Гуррагча решил присвоить себе фамилию Сансар, обозначающую на санскрите «космос».
В настоящее время — руководитель Астропарка, входящего в состав Института астрономии и геофизики Академии наук Монголии.

## Награды
- Указом Президиума Верховного Совета СССР от 30 марта 1981 года за успешное осуществление международного космического полёта и проявленные при этом мужество и героизм гражданину МНР Гуррагче Жугдэрдэмидийну присвоено звание Героя Советского Союза с вручением ордена Ленина и медали «Золотая Звезда» (№ 11454).
- Герой Монгольской Народной Республики (1981).
- Орден Сухэ-Батора (1981).
- Орден Чингисхана (2021)[4].
- Медали Монголии.
- В ознаменование полёта в МНР был учреждён знак «Лётчик-космонавт МНР» (монг. Б.Н.М.А.У САНСРЫН НИСЭГЧ). Знаком были награждены Ж. Гуррагча, его дублёр и командир «Союза-39» В. Джанибеков[5].
- Орден Александра Невского (15 марта 2021 года, Россия) — за большие заслуги в развитии всеобъемлющего стратегического партнёрства между Российской Федерацией и Монголией[6].
- Орден Почёта (9 июня 2011 года, Россия) — за большой вклад в укрепление российско-монгольского сотрудничества[7].
- Орден Дружбы (17 марта 2001 года, Россия) — за большой вклад в укрепление дружбы и сотрудничества между народами Российской Федерации и Монголии[8]
- Медаль «За заслуги в освоении космоса» (12 апреля 2011 года, Россия) — за большой вклад в развитие международного сотрудничества в области пилотируемой космонавтики[9].